# Télécabine de la Princesse
La télécabine de la Princesse est une télécabine de France située dans les Alpes, en Haute-Savoie. Elle est mise en service en 1974 et reconstruite en 2002.
Elle relie Demi-Quartier au sommet du mont d'Arbois à 1 822 mètres d'altitude.